# Plan Grande, Guerrero
Plan Grande är en ort i Mexiko.   Den ligger i kommunen San Marcos och delstaten Guerrero, i den södra delen av landet, 270 km söder om huvudstaden Mexico City. Plan Grande ligger 184 meter över havet och antalet invånare är 111.
Terrängen runt Plan Grande är varierad. Runt Plan Grande är det ganska glesbefolkat, med 34 invånare per kvadratkilometer. Närmaste större samhälle är Tierra Colorada, 15,4 km norr om Plan Grande. Omgivningarna runt Plan Grande är en mosaik av jordbruksmark och naturlig växtlighet.